# Angela Hammitzsch
Angela Hammitzsch, född Hitler den 28 juli 1883 i Braunau am Inn i Oberösterreich, död 30 oktober 1949 i Hannover, var halvsyster till Adolf Hitler och mor till Geli Raubal. Hennes föräldrar var Alois Hitler och Franziska "Fanni" Matzelberger (1861–1884). Som ung gifte hon sig med tjänstemannen Leo Raubal men blev änka redan 1910. År 1936 ingick hon nytt äktenskap med arkitekten Martin Hammitzsch, som begick självmord i maj 1945.
Hon var en av få familjemedlemmar som Adolf Hitler hade en god relation med, även om deras relation under en tid försvårades av Angelas ogillande av Hitlers relation med Eva Braun. Hon var en tid hushållerska vid Berghof.